# ATP Taipei 1981
L'ATP Taipei 1981 è stato un torneo di tennis giocato sul sintetico indoor. È stata la 5ª edizione dell'ATP Taipei, che fa parte del Volvo Grand Prix 1981. Il torneo si è giocato a Taipei in Taiwan, dal 9 al 15 novembre 1981.

## Campioni

### Singolare maschile
Robert Van't Hof ha battuto in finale  Pat Du Pré con il punteggio di 7–5, 6–2

### Doppio maschile
Mike Bauer /  John Benson hanno battuto in finale  John Austin /  Mike Cahill con il punteggio di 6–4, 6–3